# Pteropus tuberculatus
Pteropus tuberculatus е вид бозайник от семейство Плодоядни прилепи (Pteropodidae).